# جولي جيربيردينغ
جولي لويز جيربيردينغ (وُلدت في 22 أغسطس 1955)، هي خبيرة أمريكية في الأمراض المعدية وكانت أول امرأة تدير المراكز الأمريكية للسيطرة على الأمراض والوقاية منها (سي دي سي). اعتبارًا من مايو 2022، أصبحت الرئيسة التنفيذية لمؤسسة المعاهد الوطنية للصحة (إف إن آي إتش). نشأت جربيرنغ في إستيلين في ولاية ساوث داكوتا، ودرست في مدرسة بروكينغز الثانوية، وحصلت على البكالوريوس والدراسات العليا من جامعة كيس ويسترن ريزيرف. كانت المقيمة الطبية الرئيسية في جامعة كاليفورنيا، سان فرانسيسكو حيث عالجت مرضى الإيدز في المستشفى في السنوات الأولى من الوباء. أصبحت جيربيردينغ مشهورةً على الصعيد الوطني خلال هجمات الجمرة الخبيثة عام 2001 في الولايات المتحدة خلال فترة عملها كنائبة لمدير المركز الوطني للأمراض المعدية، حيث كانت متحدثةً بارزة باسم سي دي سي خلال البيانات الصحفية اليومية عن الهجمات. عملت جيربيردينغ بعد ذلك مديرةً لسي دي سي بين عامي 2002 و2009، ثم عُينت مديرةً في شركة ميرك. تقاعدت في مايو 2022 وانتقلت إلى إف إن آي إتش.

## تعليمها وحياتها المهنية المبكرة
نشأت غيربردينغ في إستيلين، داكوتا الجنوبية ودرست في مدرسة بروكينغز الثانوية وجامعة كيس ويسترن ريزيرف، حيث حصلت على درجة البكالوريوس في علم الأحياء عام 1977 والدكتوراه في الطب عام 1981. أكملت تدريبها وأصبحت المقيمة الطبية الرئيسية في جامعة كاليفورنيا سان فرانسيسكو، حيث أكملت أيضًا زمالةً بحثية في علم الأدوية السريري والأمراض المعدية. كانت جيربيردينغ أستاذةً مساعدة في جامعة كاليفورنيا في سان فرانسيسكو بين عامي 1988 و1995 ومديرةً لمركز علم الأوبئة والتدخلات الوقائية في مستشفى سان فرانسيسكو العام بين عامي 1990 و1998. حصلت أيضًا على درجة الماجستير في الصحة العامة من جامعة كاليفورنيا بيركلي في 1990 وعملت أستاذةً في الطب السريري (الأمراض المعدية) في جامعة إيموري.

## بحوث الإيدز
خلال إقامتها الطبية في مستشفى سان فرانسيسكو العام، عالجت جربردينغ بعضًا من أوائل مرضى الإيدز الذين دخلوا المستشفى. أكملت العديد من الدراسات حول مخاطر فيروس نقص المناعة البشرية المكتسبة (إتش آي في) على العاملين في مجال الرعاية الصحية، ووضعت مبادئ توجيهية للوقاية من العدوى، وأنشأت وحدة علاج وبحث للتركيز على حالات الإيدز المنتشرة بين فقراء المدن.

## المراكز الأمريكية للسيطرة على الأمراض والوقاية منها
في عام 1998، عُينت جربردينغ من قبل المراكز الأمريكية للسيطرة على الأمراض والوقاية منها كمديرة لقسم تعزيز جودة الرعاية الصحية. هناك، «طورت مبادرات لتعزيز سلامة المرضى في سي دي سي وبرامج أخرى لمنع العدوى ومقاومة مضادات الميكروبات والأخطاء الطبية في مراكز الرعاية الصحية».
في سبتمبر 2001، أصبحت نائبة مدير المركز الوطني للأمراض المعدية (إن سي آي دي). أثناء هجمات الجمرة الخبيثة عام 2001، كانت جيربيردينغ جزءًا من فريق سي دي سي الذي كان على اتصال دائم بالكونغرس، وبالموظفين الرئيسيين في وزارة الصحة والخدمات الإنسانية الأمريكية، وبالعامة من خلال المؤتمرات الصحفية اليومية.
في أبريل 2002، بعد استقالة مدير سي دي سي جيفري كوبلان، أصبحت جيربيردينغ نائبة مدير سي دي سي ونائبة مدير إن سي آي دي.

## إدارة سي دي سي
في يوليو 2002، عين وزير الصحة والخدمات الإنسانية تومي طومسون جيربيردينغ مديرةً لسي دي سي ومديرة لوكالة المواد السامة وتسجيل الأمراض (إيه تي إس دي آر).
في مايو 2004، أعلن مركز سي دي سي عن إعادة هيكلة مهمة لتحسين استعدادات المركز لأنواع متعددة من التهديدات، وتعزيز الصحة، والوقاية بشكل أفضل من الأمراض والإصابات والإعاقة. كانت إعادة التنظيم مثيرةً للجدل، وتعرضت جيربيردينغ لانتقادات من أعضاء الحزبين الديمقراطي والجمهوري ومن مجموعات الصحة والسلامة المهنية، فيما يتعلق بالآثار المترتبة لإعادة الهيكلة على المعهد الوطني للسلامة والصحة المهنية.
تضمنت التحديات الأخرى، التي واجهتها جيربيردينغ كمديرة لسي دسي سي، تنظيم الاستجابة الأمريكية لتفشي المتلازمة التنفسية الحادة الوخيمة (سارس) والعديد من الكوارث الطبيعية، بما في ذلك إعصار كاترينا.
استقالت جيربيردينغ من منصبها في 20 يناير 2009، يوم تنصيب باراك أوباما رئيسًا، لتمكينه من تعيين توم فريدن مديرًا جديدًا لسي دي سي.

## القطاع الخاص
في ديسمبر 2009، أصبحت جيربيردينغ رئيسةً لقسم اللقاحات في شركة ميرك. في ديسمبر 2014، أعلنت الشركة تعيينها نائبة الرئيس التنفيذي للاتصالات الاستراتيجية والسياسة العامة العالمية وصحة السكان. في مارس من عام 2022، أُعلِن أنها ستتقاعد من شركة ميرك في مايو لتتولى منصب الرئيس التنفيذي لمؤسسة المعاهد الوطنية للصحة (إف إن آي إتش).
في أبريل 2021، أخبرت جيربيردينغ إحدى وسائل الإعلام الإخبارية في ولاية ميشيجان أن استجابة الولايات المتحدة لوباء كوفيد 19 لم تكن كافية وسيكون من الصعب تحقيق مناعة القطيع ضد الفيروس بسبب تردد العديد من الناس في أخذ اللقاح.
في 30 مايو 2021، ألقت جيربيردينغ خطاب تخرج دفعة عام 2020 في جامعة واشنطن في سانت لويس بعد تأجيل مراسم التخرج حتى مايو 2021 بسبب الوباء.

## عضوياتها
- الأكاديمية الوطنية للطب [22]
- جمعية الأمراض المعدية الأمريكية [23]
- الجمعية الأمريكية للتحقيقات السريرية [24]
- الكلية الأمريكية للأطباء [25]
- الأكاديمية الوطنية للإدارة العامة [26]
- مجموعة القادة العالمية لمقاومة مضادات الميكروبات[27]

## تكريمها
- قائمة صحيفة التايمز لـ «أكثر 100 شخص تأثيرًا في العالم» عام 2005[28]
- قائمة فوبرس لـ «أقوى 100 امرأة في العالم»، بين عامي 2005 و2008.
- جائزة الخريجين المتميزين لعام 2012، جامعة كيس ويسترن ريزيرف[29]
- دكتوراه فخرية في العلوم، جامعة ميرسر
- وسام الجراح العام [28]
- جائزة الخدمة المتميزة من وزارة الصحة والخدمات الإنسانية الأمريكية (دي إتش إتش إس)[25]
- امرأة عام 2018 في جمعية سيدات الرعاية الصحية[30]